# Carl Naibo
Carl Naibo (født 17. august 1982) er en fransk tidligere professionel cykelrytter som har cyklet for det det professionelle cykelhold Ag2r Prévoyance.